# Sterbeurkunde

Sterbeurkunde (Beispiel)

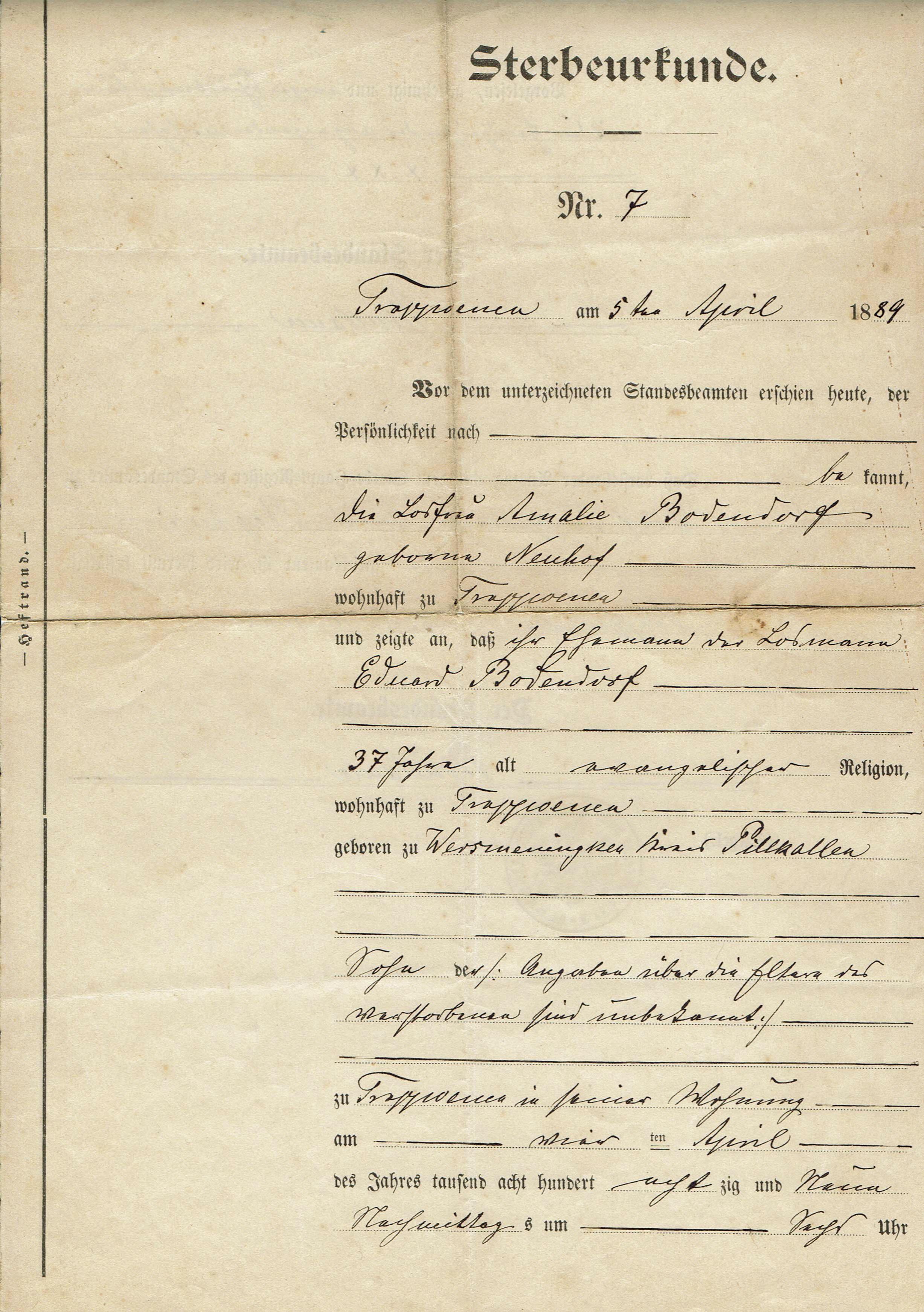
Sterbeurkunde (Vorderseite) von 1889

Die Sterbeurkunde ist eine Personenstandsurkunde, die in Deutschland von dem Standesamt des Sterbeortes ausgestellt wird, bei dem das Sterberegister bezüglich der verstorbenen Person geführt wird. Grundlage für die Ausstellung einer Sterbeurkunde sind die Eintragungen im Sterberegister (bis zum 31. Dezember 2008 Sterbebuch) des Standesamtes. Sie hat demnach dieselbe Beweiskraft, wenn auch nicht denselben inhaltlichen Umfang, wie das Register selbst.
In die Sterbeurkunde werden gemäß § 60 des Personenstandsgesetzes aufgenommen:
- die Vornamen und der Familienname des Verstorbenen, Ort und Tag seiner Geburt sowie seine rechtliche Zugehörigkeit zu einer Religionsgemeinschaft (sofern sich die Zugehörigkeit aus dem Registereintrag ergibt)
- der letzte Wohnsitz und der Familienstand des Verstorbenen
- der letzte Ehegatte oder Lebenspartner des Verstorbenen, falls dieser zum Zeitpunkt des Todes verheiratet war oder eine Lebenspartnerschaft führte
- Sterbeort und Zeitpunkt des Todes

Sterbeurkunden werden beispielsweise beim Nachlassgericht für den Antrag auf Erteilung eines Erbscheins benötigt sowie für Rentenanträge und andere Versicherungsleistungen.
Die Regelungen in Österreich sind identisch.
Die Bezeichnung in der Schweiz lautet Todesurkunde, sie wird vom Zivilstandsamt der Sterbeortes ausgestellt.
Die Sterbeurkunde ist nicht mit dem Totenschein zu verwechseln, mit dem ein Arzt den Tod eines Menschen bescheinigt.  

## Weitere Personenstandsurkunden
- Heiratsurkunde
- Geburtsurkunde